# Бивил ла Ривјер
Бивил ла Ривјер (фр. Biville-la-Rivière) насеље је и општина у северној Француској у региону Горња Нормандија, у департману Приморска Сена која припада префектури Дјеп.
По подацима из 2011. године у општини је живело 104 становника, а густина насељености је износила 46,85 становника/km². Општина се простире на површини од 2,22 km². Налази се на средњој надморској висини од 65 метара (максималној 128 m, а минималној 47 m).

## Демографија
| 1962. | 1968. | 1975. | 1982. | 1990. | 1999. | 2011. |
| ----- | ----- | ----- | ----- | ----- | ----- | ----- |
| 112   | 124   | 113   | 102   | 98    | 107   | 104   |

График промене броја становника у току последњих година